# Accident de la mina de Copiapó de 2010
L'accident del jaciment San José va ser una ensulsiada ocorreguda el dijous 5 d'agost de 2010, que va deixar atrapats 33 miners a 700 metres de profunditat quan una part de la galeria en què treballaven es va ensorrar en el jaciment de San José, situat a 45 km al nord de la ciutat xilena de Copiapó i propietat de la companyia minera San Esteban.

## Accident

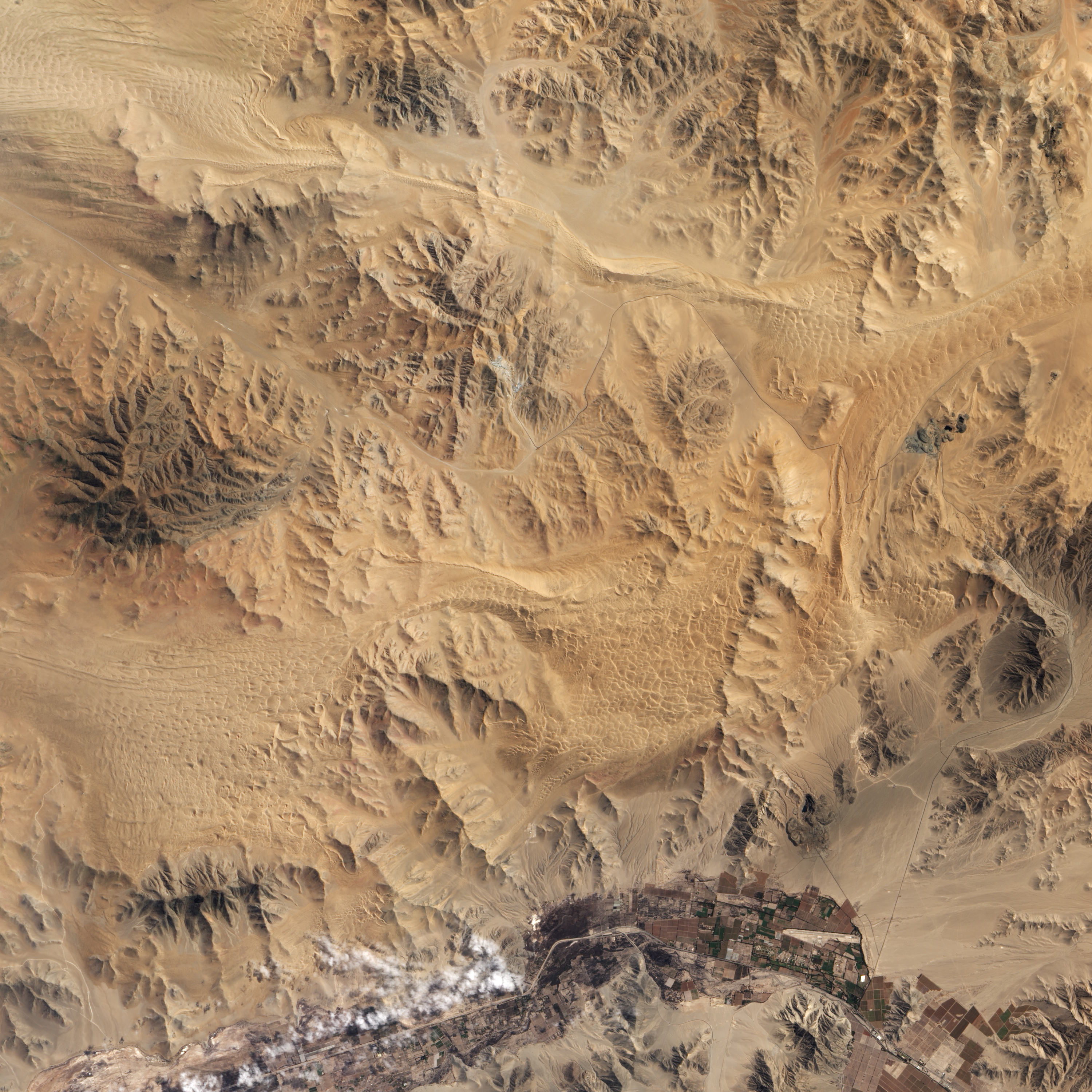
Imatge de satèl·lit de la mina de San José i els seus voltants.

L'esfondrament va ocórrer el 5 d'agost de 2010, a les 14:00 (UTC-4), segons va informar la companyia San Esteban a les autoritats. Els esforços de rescat van començar el 6 d'agost, supervisats per la Ministra de Treball i Benestar Social Camila Merino, el sotssecretari de mineria Pablo Wagner, i el director del Servei nacional de Mineria i Geologia (SERNAGEOMIN) Alejandro Vío. L'Oficina Nacional de Emergencias del Ministerio del Interior va informar aquell mateix dia el nom dels atrapats a la mina, incloent Franklin Lobos Ramírez, un futbolista xilè retirat. Un dels miners era bolivià, mentre que la resta eren xilens. El ministre de mineria Laurence Golborne era a l'Equador al moment del desastre, i es va desplaçar a la zona el 7 d'agost.
Hi va haver un núvol de pols després de l'esfondrament, encegant els miners durant sis hores i provocant-los irritacions als ulls. Els miners van intentar escapar-se per una xemeneia de ventilació, però no hi havia escales i més tard es va enfonsar.

## Rescat
Les tasques de rescat van començar immediatament l'endemà, mitjançant un equip de rescat que treballava baixant per una xemeneia de ventilació. Una nova ensulsiada es va produir en la vesprada del dissabte 7 d'agost, necessitant ara maquinària pesant per a continuar amb el rescat.
El diumenge 22 d'agost, els miners van ser trobats amb vida, i foren rescatats el 13 d'octubre, després de trenta-tres dies de perforacions per accedir al refugi on els miners es trobaven atrapats.
Els 33 miners van superar el rècord de supervivència sota terra, gràcies sobretot al menjar i altres productes bàsics que se'ls va poder proporcionar per una estreta via de connexió amb la superfície.

## Investigació
La investigació va determinar que l'accident el va provocar una explosió de roca en modificar l'equilibri del terreny durant l'extracció del mineral. En 2007 la mina va tenir un accident similar, amb un mort, i la mina es va tancar durant un any.